# جاریتوس

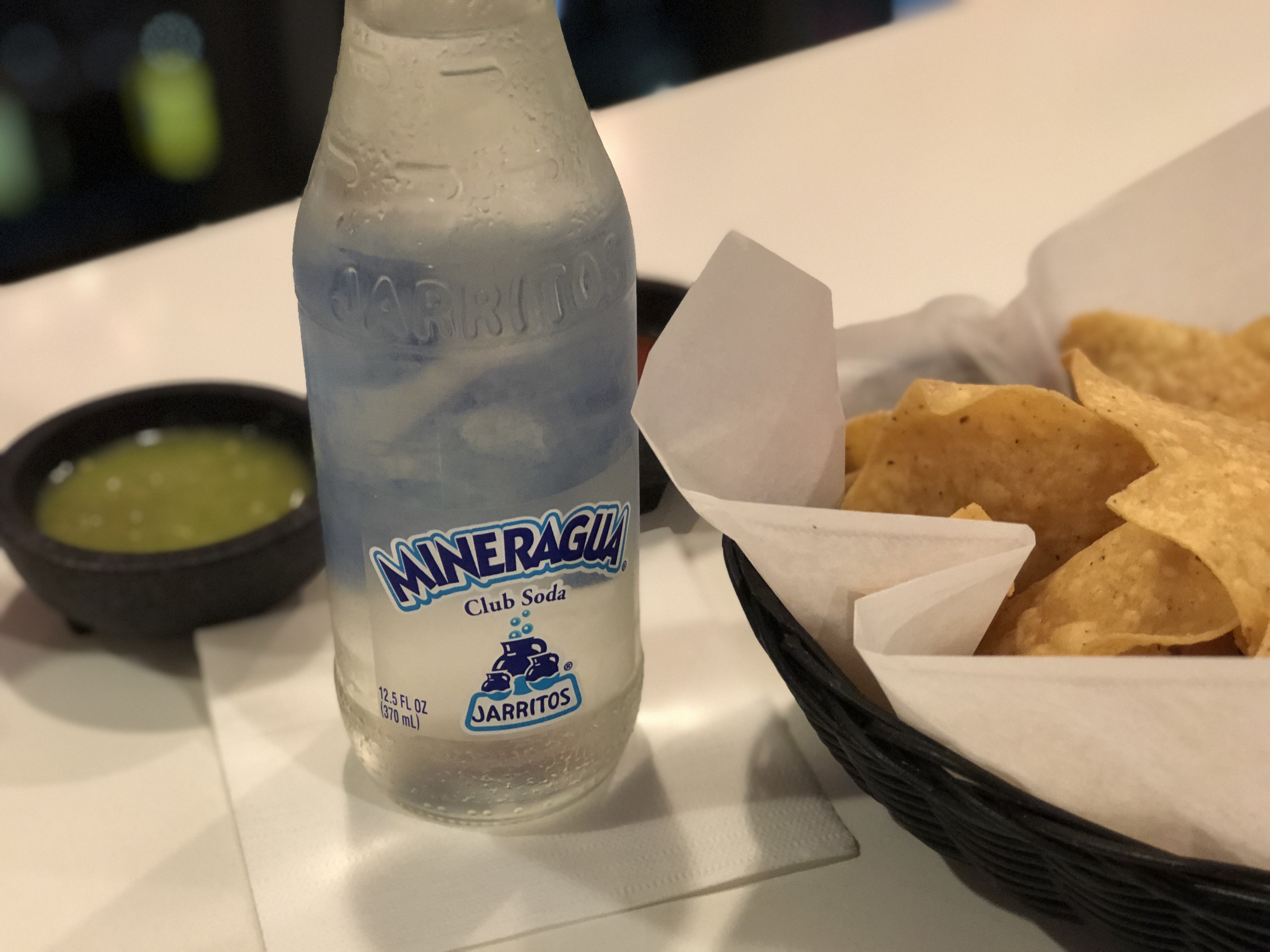
یک شیشه سودا با آرم جاریتوس

جاریتوس (انگلیسی: Jarritos) شرکت نوشیدنی مکزیکی است، که در سال ۱۹۵۰ تأسیس شد.